# Shuffle!
Shuffle! (シャッフル！ Shaffuru!?) es el primer juego para computadora de género novela visual hecho por Navel. Mientras que el juego para PC era de género Eroge, cuando se realizó para la PlayStation 2, Shuffle! On the Stage, era para todas las edades. 
Luego de una buena aceptación del público, se hace una adaptación en manga y novelas cortas. En julio del 2005 salió para la televisión una serie de anime y, en enero del 2007, una secuela: Shuffle! Memories.

## Argumento
La historia se desarrolla en un mundo que hace diez años acabó conectado con otros dos: el mundo de Shin (Dioses) y el mundo de Ma (Demonios). Tsuchimi Rin es un joven que vive en casa de su "amiga" Kaede, siendo esta la que lo cuida, alegando que es "su razón de vivir". Al llegar al colegio parece que van a llegar dos nuevas alumnas, una de Shin (Lisianthus) y otra de Ma (Nerine). Y ocurre que son las princesas de ambos mundos, que quieren casarse con Rin. Le dan a elegir entre las dos, pero no sabe qué hacer. Por lo tanto, se quedan en el mundo humano para poder ganarse el corazón de Rin.

## Personajes
Los actores de voz sólo son del anime, no de los juegos.
Rin Tsuchimi (土見 稟 Tsuchimi Rin?)
Voz por: Tomokazu Sugita
Un joven de 17 años, protagonista de la serie. Tanto Kaede, Nerine como Lisianthus están enamoradas de él. En el juego, eres el personaje quien tú asumes.
Kaede lo maltrato (llegando al punto de cortarlo) debido a un malentendido que luego se soluciona.
Lisianthus/Kikyou (リシアンサス / キキョウ Rishiansasu/Kikyou?)
Voz por: Sayaka Aoki
Su sobrenombre es Sia, es la hija del rey de los dioses. Vino al mundo de los humanos para casarse con Rin. Kikyou es el espíritu de la hermana gemela de Lisianthus, que se encuentra dentro de ella. Es buena en los deportes, pero pésima en los estudios. En cada ocasión en que se encuentra con su padre, siempre termina dándole un golpe con algún elemento del mobiliario. Ella es medio diosa y medio mazoku, además de la prima de Nerine
Nerine/Lycoris (ネリネ / リコリス Nerine/Rikorisu?)
Voz por: Haruka Nagami
Nerine es la hija del rey de los demonios. Al igual que Lisianthus, el espíritu de Lycoris, un clon de ella está dentro de su cuerpo. Aunque es muy buena en los estudios, no lo es en los deportes ni en los deberes del hogar. Tras llegar a la tierra y también con la causa de casarse con Rin, pondrá todo su esfuerzo en ser la mejor esposa para Rin.
Kaede Fuyō (芙蓉 楓 Fuyō Kaede?)
Voz por: Yuko Goto
Amiga de la infancia de Rin. Rin vive en su casa, después de que su madre y los padres de él fallecieran en un accidente automovilístico. Tiene una personalidad psicótica, cuando ve que Rin está con otras mujeres y no le presta atención a ella. Maltrató a Rin debido a un malentendido cuando eran niños por la muerte de su madre, pero cuando se enteró de la verdad se sintió culpable por lo que hizo, y empezó a cuidar de él para compensarlo, se enamoró de él. 
Asa Shigure (時雨亜沙 Shigure Asa?)
Voz por: Miki Itō
Amiga y senpai de Kaede. Es la presidenta del club de cocina de la escuela, odia la magia. Esconde un gran secreto, el cual es que ella es medio humana y medio mazoku. Se enamora de rin, y luego salen juntos
Primula (プリムラ Purimura?)
Voz por: Hitomi
Una niña demonio que apareció en la tierra junto a un gato de peluche con la misión de encontrarse con Rin. Al hacerlo, Rin la llevó a su casa, y él y Kaede se encargan de cuidarla. Es la "hermana pequeña" de Lycoris.

## Videojuegos

### Shuffle!
El juego consiste principalmente en simple lectura y escuchar las conversaciones que te brindan. Un "Por favor Seleccione Su Destino" empieza el juego, mientras dando a las opciones múltiples al jugador, éste responde y actúa. Las opciones seleccionadas determinan quién será el amante destinado de Rin. No hay muchos, sin embargo; dependiendo que ruta el jugador toma, habrá entre 8 y 12 preguntas de la múltiple opción. Una vez en cierto punto en el juego se alcanza, una imagen translúcida del personaje destinado aparece cuando el día cambia, indicando así con quién se queda Rin. En el transcurso del juego, casi finalizando, una escena de hentai ocurrirá. La primera escena siempre involucra al personaje femenino seguido de una conversación. Después de la primera escena hentai, más conversación, sigue hasta que la segunda escena ocurra. La segunda escena hentai suele ser variada respecto en su volumen, aunque todos incluyen el fellatio. Hay sólo dos escenas hentai por cada personaje femenino, y después de una conversación, el juego finaliza.

### Shuffle! On the Stage
La versión para Playstation 2 varía grandemente de la versión de PC principalmente en que se quitan todas las escenas H. Para recuperar estas escenas anuladas, se han extendido las narraciones de los cinco personajes originales. Adicionalmente, el jugador puede seguir los caminos de Kareha o Mayumi Thyme, dos personajes que no están disponibles en la versión de PC del juego. Tsubomi, la hermana menor de Kareha, también aparece aquí en la Fase del camino de Kareha. Tsubomi también aparece en el anime. Pero este juego solo está disponible en japonés.

### Secuelas

#### Tick! Tack!
La estructura básica es que Rin, Nerine, Itsuki, y Mayumi encuentran un reloj extraño que los transporta al pasado, dónde ellos se encuentran con Forbesii (Rey de los Demonios) antes de que él esté casado y tuviera a Nerine. Mientras él se compromete con Ai, su sirvienta, Sage, también está enamorada de él, causando un triángulo de amor. Las acciones de los jugadores determinan con quién Forbesii finalmente se queda, y así saber quién es la madre de Nerine.
Como en el juego anterior, él o ella encontrará un evento que les pedirá que escojan la Opción A o B. Mientras escoges uno de ellos pueden suceder ciertos eventos para pasar, o si escoges el equivocado no avanzas a las siguientes fases. La compañía ha incluido un nuevo rasgo desplegando un reloj antiguo en el lado de izquierdo de la pantalla, este reloj es la medida que le mostrará al jugador del cambio que Nerine tendrá. Cuando el jugador escoge una opción, el reloj hará tictac en el sentido de las agujas del reloj (el lado verde), en sentido contrario a las agujas del reloj (el lado rojo) o no puede hacer tictac en absoluto. Cuando alcance la medida verde o rojo en un cierto nivel, Nerine cambiará su forma a pelirroja o "Lolita". Se sabe también que si el jugador realiza la ruta correctamente, ambos sentidos (verde y rojo) estarán llenos y sincronizados, este fenómeno cambiará a Nerine temporalmente a su forma secreta, la Nerine de ojos azules, Lycoris.

#### Really? Really!
Kaede ha perdido sus recuerdos y a lo largo del juego, el jugador debe restaurarlos. Usando palabras claves adquiridas durante el juego, el jugador debe arreglar los errores en los recuerdos del pasado de Kaede. 
Si el jugador no tiene la palabra clave apropiada para la situación, tiene la opción de saltear la escena, y luego puede regresar al adquirir más palabras claves. 
En la realización de todos los eventos de un día, el jugador puede reproducir estos recuerdos del punto de vista de Kaede, mientras proporciona las visiones en sus pensamientos. Otros personajes también pueden comentar de vez en cuando durante estos sucesos o incluso los altera.

## Adaptaciones

### Manga
Ha habido dos mangas oficiales de Shuffle!. El primero, titulado SHUFFLE! -DAYS IN THE BLOOM, ilustrado por Shiroi Kusaka, tiene cinco tankōbon y salió en la revista Comptiq en diciembre del 2003, un mes antes de que el juego Shuffle! fuera estrenada, con la finalidad de publicitarlo. 
El segundo, es una antología titulado Shuffle! Comic à la Carte (SHUFFLE! コミックアラカルト Shaffuru! Komikku a ra Karuto?) fue ilustrado por varios artistas. Tiene cinco tankōbon y el primero salió en julio del 2004.

### Anime
Naoto Hosoda dirigió la adaptación a una serie de anime (tuvo un prólogo especial que salió en DVD en mayo del 2005) y se emitió en Japón por la cadena WOWOW entre el 7 de julio de 2005 y el 5 de enero de 2006 en 24 episodios. Fue licenciado por Funimation Channel para su distribución en Norteamérica. El anime se basa en gran parte al juego, manteniendo los personajes principales de tales. aunque difiere en algunos momentos y quitando otros, como las escenas hentai. 
Una segunda serie de doce episodios titula Shuffle! Memories se estrenó el 6 de enero de 2007. Es una recapitulación del Shuffle! original. No tiene muchas novedades respecto a la primera serie, salvo el último episodio.

### Novela ligera
Ha habido siete novelas ligeras publicadas por Kadokawa Shoten. Son novelas separadas para cada personaje femenino: Lisanthus, Nerine, Kaede, Asa, Primula, Kareha, y Mayumi.